# Lac Bleu (Zwitserland)
Het Lac Bleu is een meer in Zwitserland, in de buurt van Sion en ligt op een hoogte van 2090 meter. De naam is afgeleid van de helderblauwe kleur van het meer.
Het meer is te bereiken vanuit het iets lager gelegen La Gouille (1834m). Vanaf Lac Bleu ligt ook Arolla (2065m), dat aan het einde van de Val d'Hérens ligt, op wandelafstand.
Vanuit La Gouille is het 40 min. wandelen naar Lac Blue (terugweg 25 min.) en van daaruit ongeveer nog eens ongeveer een uur tot in Arolla, afhankelijk van de situatie van de bomen ten gevolge van de jaarlijkse winterse lawines.
Vanaf Lac Blue heeft men ook een goed zicht op de Val d'Hérens.